# هان هه جین (مدل)
هان هه جین (کره‌ای: 한혜진؛ زادهٔ ۲۳ مارس ۱۹۸۳) مدل و شخصیت تلویزیونی اهل کره جنوبی است. او روی جلد مجلات بسیاری از جمله نسخه‌های کره‌ای مه ۲۰۰۸ و ژوئن ۲۰۰۹ مجلهٔ وگ بوده‌است.